# Clinorhampha inevoluta
Clinorhampha inevoluta är en tvåvingeart som beskrevs av Collin 1933. Clinorhampha inevoluta ingår i släktet Clinorhampha och familjen dansflugor. Inga underarter finns listade i Catalogue of Life.